# 国鉄タキ5300形貨車
国鉄タキ5300形貨車（こくてつタキ5300がたかしゃ）は、かつて日本国有鉄道（国鉄）に在籍した私有貨車（タンク車）である。

## 概要
本形式は、セメント専用の35t 積タンク車として1964年（昭和39年）2月6日から1966年（昭和41年）4月にかけて5ロット40両（コタキ5300 - コタキ5339）が日本車輌製造1社のみにて製作された。
記号番号表記は特殊標記符号「コ」（全長 12 m 以下）を前置し「 コタキ」と標記する。
落成時の所有者は、秩父セメント、富士セメントの2社であった。1970年（昭和45年）10月13日に富士セメントが日鉄セメントへ社名変更された。
タンク体は普通鋼（一般構造用圧延鋼材）製で蒲鉾型をしている。秩父セメント所有車の所有者名は、車体にカタカナで「チチブセメント」と標記された。
車体色は黒色、寸法関係は全長は10,400mm、全幅は2,610mm、全高は3,845mm、台車中心間距離は6,600mm、実容積は30.4m3、自重は16.7t、換算両数は積車5.0、空車1.6であり、台車はベッテンドルフ式のTR41Cである。
1987年（昭和62年）3月に最後まで在籍した車が廃車となり同時に形式消滅となった。

## 年度別製造数
各年度による製造会社と両数、所有者は次のとおりである。（所有者は落成時の社名）
- 昭和38年度 - 10両
  - 日本車輌製造 6両 秩父セメント （コタキ5300 - コタキ5305）
  - 日本車輌製造 4両 秩父セメント （コタキ5306 - コタキ5309）
- 昭和39年度 - 14両
  - 日本車輌製造 14両 秩父セメント （コタキ5310 - コタキ5323）
- 昭和40年度 - 10両
  - 日本車輌製造 10両 秩父セメント （コタキ5324 - コタキ5333）
- 昭和41年度 - 6両
  - 日本車輌製造 6両 富士セメント （コタキ5334 - コタキ5339）